# Петербургский форштадт (Рига)
Петербургский форштадт — одно из исторических предместий Риги, административный район города, оформившийся в XVIII веке после создания и одобрения плана реорганизации городских предместий.
Среди населения традиционно преобладали немцы и (позже, к середине-концу XIX века) немецкоговорящие евреи среднего уровня зажиточности.
В отличие от Московского форштадта, в настоящее время официально не выделяется как административная единица Риги и используется только как историческое понятие.

## Вхождение в состав Рижской ландфогтии
В XIII столетии, в процессе становления Риги как защищённой крепости — торгового форпоста немцев, территория Петербургского предместья входила в состав Рижского патримониального округа — особого административного образования. Этот округ представлял собой сельскую территорию, окружавшую Ригу, по-другому она именовалась Рижской ландфогтией. В юридическом плане участки рижской ландфогтии, де-факто начавшей существовать в 1226 году, считались принадлежащими рижанам, которые имели право возделывать пашни и использовать пастбища и водоёмы, а также эксплуатировать лесные массивы ландфогтии. Правда, они должны были уплатить за эти блага определённую сумму (земельную ренту), что возводило их в статус баналитета. Большая часть баналитетных территорий, входивших в состав патримониального округа, возделывалась крестьянским населением, закрепощённым с начала XVII века по итогам реформационных поправок остзейского правоведа Давида Хильхена. Вскоре, в связи с развитием системы капиталистических отношений, крепостные крестьяне получили новый статус земельных арендаторов, которые также не отличались особой правовой самостоятельностью. Права владельцев-арендаторов на земли Рижского патримониального округа сохранялись фактически до национализации земельных участков 1940 года, проведённой советской властью.

## Поздний период перед формированием предместий Риги
Если характеризовать Петербургское предместье XVII—XVIII веков, то в первую очередь следует упомянуть его малозаселённость, редкую малоэтажную деревянную застройку, обрамлявшую главные улицы форштадта. Во многом многоплановое развитие предместья сдерживалось многими консервативными городскими нормами: в первую очередь, запретом на занятие торговлей и ремёслами, действовавший на территории форштадта. Другим важным препятствием на пути архитектурного развития района было полное запрещение на строительство каменных домов, распространявшееся на предместье до 1858 года. Также не способствовала развитию новая система городских укреплений, ограничивавшая в размерах форштадт.
С 1559 по 1812 год предместье всего восемь раз полностью либо частично страдало в результате специальных «тревожных» пожаров, санкционируемых магистратом или губернатором с целью провести полномасштабную эвакуацию жителей в крепость во время вторжения врага. Из наиболее важных и разрушительных пожаров следует упомянуть тот, что имел место в 1812 году, в результате которого 6500 человек остались без крова.
В 1554 году предместье просто было разрушено. Аналогичная судьба постигла жилые дома будущего Петербургского форштадта в 1772 году. После 1626 года впервые в состав предместья были включены специальные элементы оборонительной системы, разработанные фортификационным инженером Горном: палисады и шанцы. Они числились «внутри» предместья до 1808 года.

## Школы предместья
В 1632 году на территории Петербургского предместья по распоряжению ливонских губернских властей (шведских администраторов края) была открыта латышская школа при церкви святой Гертруды. Она располагалась на месте нынешнего кинотеатра «Рига». В 1780 году на Выгонной дамбе (Ганибу дамбис) была открыта латышская элементарная школа.

## Дальнейшее развитие предместья
Четыре раза предместье «провозглашалось» предместьем в соответствии с правилами (планами) застройки городских предместий, которые датировались 1652, 1769, 1814 и 1815 годами. Ещё в 1711 году началось претворение в жизнь амбициозного петровско-репнинского плана по озеленению Риги, действие которого коснулось и Петербургского предместья. К 1721 году в нём был разбит Первый царский сад (ныне Сад Виестура), считающийся старейшим городским парком, выполненным по западноевропейскому образцу; однако не все новаторские задумки российского царя и мастеров садово-паркового дизайна были реализованы на практике. Тем не менее для широкой публики Царский сад был открыт только в 1846 году, а позже был открыт и Второй царский сад (речь идёт об Александровских высотах, наносном холме, сооружённом по приказу Александра Даниловича Меньшикова, пытавшегося укрепить Ригу со стороны Двины, откуда нависала угроза вражеского обстрела (во время второй Северной войны). Поэтому местность сперва носила «рабочее» военное название Александровского шанцевого сада (территория современной Саркандаугавы).
Для того, чтобы улучшить общее санитарно-гигиеническое состояние города, особенно после сильнейшей эпидемии холеры в России, было решено открыть Большое и Покровское кладбища на территории Петербургского предместья в 1773 году.
В 1784 — 85 годы была срыта «ненавистная» гора Куббе, являвшаяся для людей, ответственных за рижскую фортификацию настоящей «костью в горле», поскольку её высота превышала высоту главных городских укреплений.
В 1786 году были определены административно-территориальные границы Петербургского предместья; три раза — в 1828, 1840 и 1904 годы они менялись в сторону расширения.
Сразу же после знакового для истории Риги срытия городских укреплений, которое происходило с 1857 по 1853 год, общая площадь Петербургского предместья существенно увеличилась: оно стало достигать Старого города (бывшего города-крепости). Однако статус крепости был упразднён сразу после подписания Парижского мирного договора, завершившего Крымскую войну, что в дальнейшем повлияло на экономическое развитие Риги.

## Развитие промышленного потенциала форштадта
Во второй половине XVIII века на территории Петербургского форштадта начала действовать первая лесопильня, располагавшаяся на поместье Гермелини, входившем в состав предместья. На этом имении работало также три пилорамы. На территории усадьбы Меллера (Меллермуйжи) также действовала ветряная мельница. Что касается северного участка Петербургского предместья, отведённого под рейдовую зону Двины, в настоящее время известного под названием Саркандаугавы, то там в это же время начали действовать сахарные мануфактуры и судоверфь.
В первой половине девятнадцатого века на территории предместья возник ряд новых предприятий. В первую очередь, стоит отметить четыре табачные мануфактуры. Также было открыто крупное предприятие, специализировавшееся на обработке хлопка: в период с 1825 по 1850 годы на нём были заняты более 300 рабочих. В то же время успешно работал свечно-мыловаренный завод. Также Петербургский форштадт считался местом наибольшей концентрации паровых лесопилен Риги — две из них, наиболее модернизированные, были основаны в 1819 и 1854 годах. В 1832 году предместье ожидало очередное знаковое событие с точки зрения индустриального развития: был открыт современный машиностроительный завод Вермана. Практически через два десятилетия, в 1852 году, конкуренцию ему составило открывшееся машиностроительное предприятие «Розенкранц и Ко».

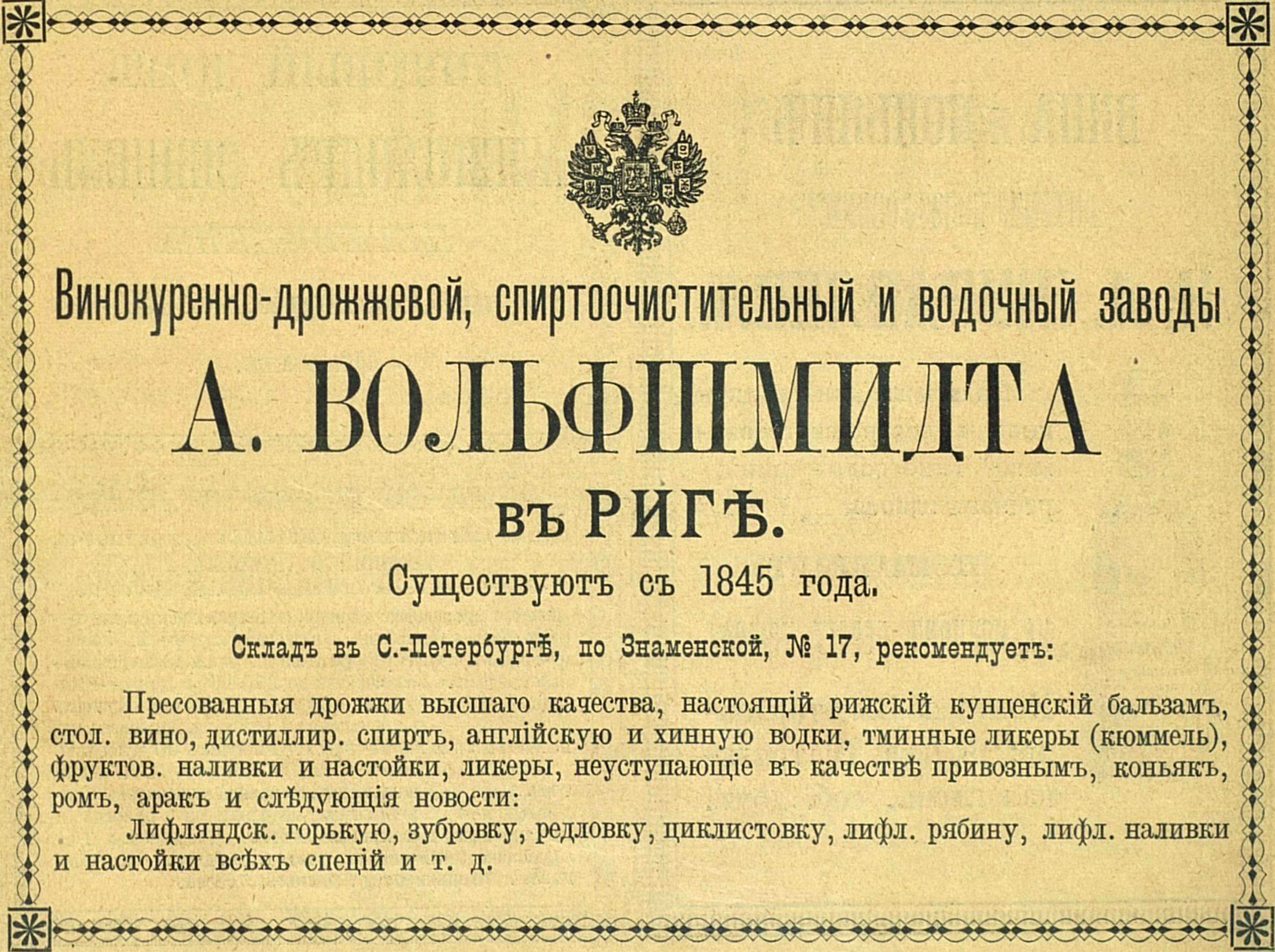
Реклама заводов
А. Вольфшмидта, 1894 год.

В второй половине XIX века Петербургское предместье обрело несколько новых промышленных гигантов своего времени. Среди таковых числились машиностроительный завод Р. Поле, который был основан в 1870 году, и завод схожей функциональной направленности «Фельзер и Ко», конвейер которого, в свою очередь, заработал в районе Александровских ворот. Одним из наиболее важных «предместьеобразующих» промышленных предприятий стал электротехнический завод, директором которого являлся предприимчивый остзейский немец Детман. Впоследствии основанный в 1888 году электротехнический завод приобрёл марку «Унион» (1898 год), а в период первой независимой Латвии и в советское время стал головным предприятием ВЭФ (перестал существовать с момента провозглашения независимости Латвии во второй раз). На территории предместья функционировал вагоностроительный завод «Феникс», ставший в советское время Рижским вагоностроительным заводом. Молодой инженер-конструктор Александр Лейтнер в 1885 году основал первую в царской России велосипедную фабрику.
Петербургское предместье стало своеобразным «генеральным штабом» пивоваренного ремесла. Крупнейшими из предприятий по производству пива со временем стали следующие: пивоварня Кунцендорфа (основана в 1860 году); пивоварня Кюммеля (год основания: 1818; в советское время — пивоваренное и винодельческое предприятие «Рига»); пивоваренное предприятие Стрицкого (начавшее работать в 1869 году, в период ЛатвССР оно «переросло» в Рижский комбинат шампанских вин), а также завод известного лифляндского мэтра виноторговли А. Вольфшмидта, который был основан в 1845 году.
В 1888 году появился на свет завод резиновых и гуттаперчевых изделий «Проводник», которому уже через пятнадцать лет суждено будет обрести мировую славу по качеству и количеству изготовляемой продукции.
В 1934 году, в эпоху независимой Латвии, Петербургское предместье было разделено на четыре автономных района: Видземский, Ганибу (так называемый Выгонный), Саркандаугавский и Портовый. В настоящее время фактически не существует как административно-территориальная единица, являясь достоянием исторической памяти.